# Allfeld
Allfeld is een plaats in de Duitse gemeente Billigheim, deelstaat Baden-Württemberg, en telt 1254 inwoners (2007).